# Ambivere
Ambivere ist eine italienische Gemeinde (comune) mit 2349 Einwohnern (Stand 31. Dezember 2023) in der Provinz Bergamo, Region Lombardei.

## Geographie
Almè liegt etwa neun Kilometer westlich der Provinzhauptstadt Bergamo und 40 Kilometer nordöstlich der Millionen-Metropole Mailand.
Die Nachbargemeinden sind Mapello, Palazzago, Pontida und Sotto il Monte Giovanni XXIII.